# Роаскија
Роаскија (итал. Roaschia) је насеље у Италији у округу Кунео, региону Пијемонт.
Према процени из 2011. у насељу је живело 120 становника. Насеље се налази на надморској висини од 811 м.

## Становништво
Према резултатима пописа становништва 2011. у општини је живело 138 становника.
| 1931. | 1936. | 1951. | 1961. | 1971. | 1981. | 1991. | 2001. | 2011. |
| ----- | ----- | ----- | ----- | ----- | ----- | ----- | ----- | ----- |
| 1.448 | 1.183 | 992   | 680   | 451   | 287   | 209   | 166   | 138   |